# Шелбі (округ, Іллінойс)
Шаблон:StateAbbr_ 39°23′ пн. ш. 88°49′ зх. д. / 39.39° пн. ш. 88.81° зх. д.
Округ  Шелбі (англ. Shelby County) — округ (графство) у штаті  Іллінойс, США. Ідентифікатор округу 17173.

## Історія
Округ утворений 1827 року.

## Демографія
За даними перепису 
2000 року 
загальне населення округу становило 22893 осіб, зокрема міського населення було 5134, а сільського — 17759.
Серед мешканців округу чоловіків було 11300, а жінок — 11593. В окрузі було 9056 домогосподарств, 6502 родин, які мешкали в 10060 будинках.
Середній розмір родини становив 2,99.
Віковий розподіл населення поданий у таблиці:
| Стать    | До 15 років | 15-21 | 22-29 | 30-39 | 40-49 | 50-65 | 65-85 | Понад 85 |
| -------- | ----------- | ----- | ----- | ----- | ----- | ----- | ----- | -------- |
| Чоловіки | 2409        | 1107  | 968   | 1510  | 1695  | 1865  | 1576  | 170      |
| Жінки    | 2281        | 1012  | 891   | 1532  | 1620  | 1926  | 1961  | 370      |

## Суміжні округи
- Мейкон — північ
- Мултрі — північний схід
- Коулс — схід
- Камберленд — схід
- Еффінґгем — південь
- Фаєтт — південь
- Монтгомері — південний захід
- Крістіан — захід

## Виноски
1. ↑  U.S. Decennial Census. United States Census Bureau. Архів оригіналу за 19 липня 2018. Процитовано 8 липня 2014.
2. ↑  Historical Census Browser. University of Virginia Library. Архів оригіналу за 16 серпня 2012. Процитовано 8 липня 2014.
3. ↑  Population of Counties by Decennial Census: 1900 to 1990. United States Census Bureau. Архів оригіналу за 24 квітня 2014. Процитовано 8 липня 2014.
4. ↑  Census 2000 PHC-T-4. Ranking Tables for Counties: 1990 and 2000 (PDF). United States Census Bureau. Архів оригіналу (PDF) за 18 грудня 2014. Процитовано 8 липня 2014.
5. ↑  State & County QuickFacts. United States Census Bureau. Архів оригіналу за 18 липня 2011. Процитовано 8 липня 2014. [Архівовано 2011-06-07 у Wayback Machine.](англ.) Наведено за англійською вікіпедією.
6. ↑  American FactFinder. Бюро перепису населення США. Архів оригіналу за 26 лютого 2012. Процитовано 31 січня 2008. [Архівовано 2008-05-21 у Wayback Machine.]

| США | Це незавершена стаття з географії США. Ви можете допомогти проєкту, виправивши або дописавши її. |